# Laurinda Hope Spear
Laurinda Hope Spear (* 23. August 1950 in Rochester, Minnesota) ist eine US-amerikanische Architektin und Landschaftsarchitektin in Miami, Florida.  Sie ist eine der Gründerinnen von Arquitectonica, einem 1977 gegründeten internationalen Büro für Architektur, Planung und Innenarchitektur. Um die Prinzipien nachhaltigen Bauens weiter zu erforschen, war sie 2005 Mitbegründerin dem zu dem Büro gehörenden ArquitectonicaGEO (ArqGEO), einem Büro für nachhaltige Landschaftsarchitektur, Rahmenplanung und Städtebau. Sie ist ein Fellow des American Institute of Architects (FAIA), Mitglied der American Society of Landscape Architects und der International Interior Design Association und hat eine Tier-2-Zertifizierung nach Leadership in Energy and Environmental Design.

## Leben
Spear wurde 1950 als das älteste von drei Kindern geboren und ist in Miami aufgewachsen. Ihr Vater, Harold Spear, war Chirurg.
Im Jahr 1968 machte sie ihren Abschluss an der Ransom-Everglades School und erhielt 1972 ihren Bachelor of Fine Arts an der Brown University, wo sie später sechs Jahre lang als Trustee tätig war. Sie erhielt 1975 ihren Master of Architecture von der Columbia University. Spear wurde 1978 mit einem Rompreis der American Academy in Rome ausgezeichnet. 1992 wurde sie zum Fellow des American Institute of Architects ernannt. 1999 wurde sie in die Hall of Fame des Interior Design Magazine aufgenommen. Nach Jahren architektonischer Praxis kehrte sie an die Universität zurück, um einen Master of Landscape Architecture an der Florida International University zu machen, den sie 2006 abschloss.
Spear ist mit Bernardo Fort Brescia, einem Mitgründer von Arquitectonica verheiratet. Das Paar hat eine Tochter, Marisa Fort Adams, die als Designerin ebenfalls bei Arquitectonica arbeitet. Sie leben und arbeiten in Coconut Grove.

## Karriere

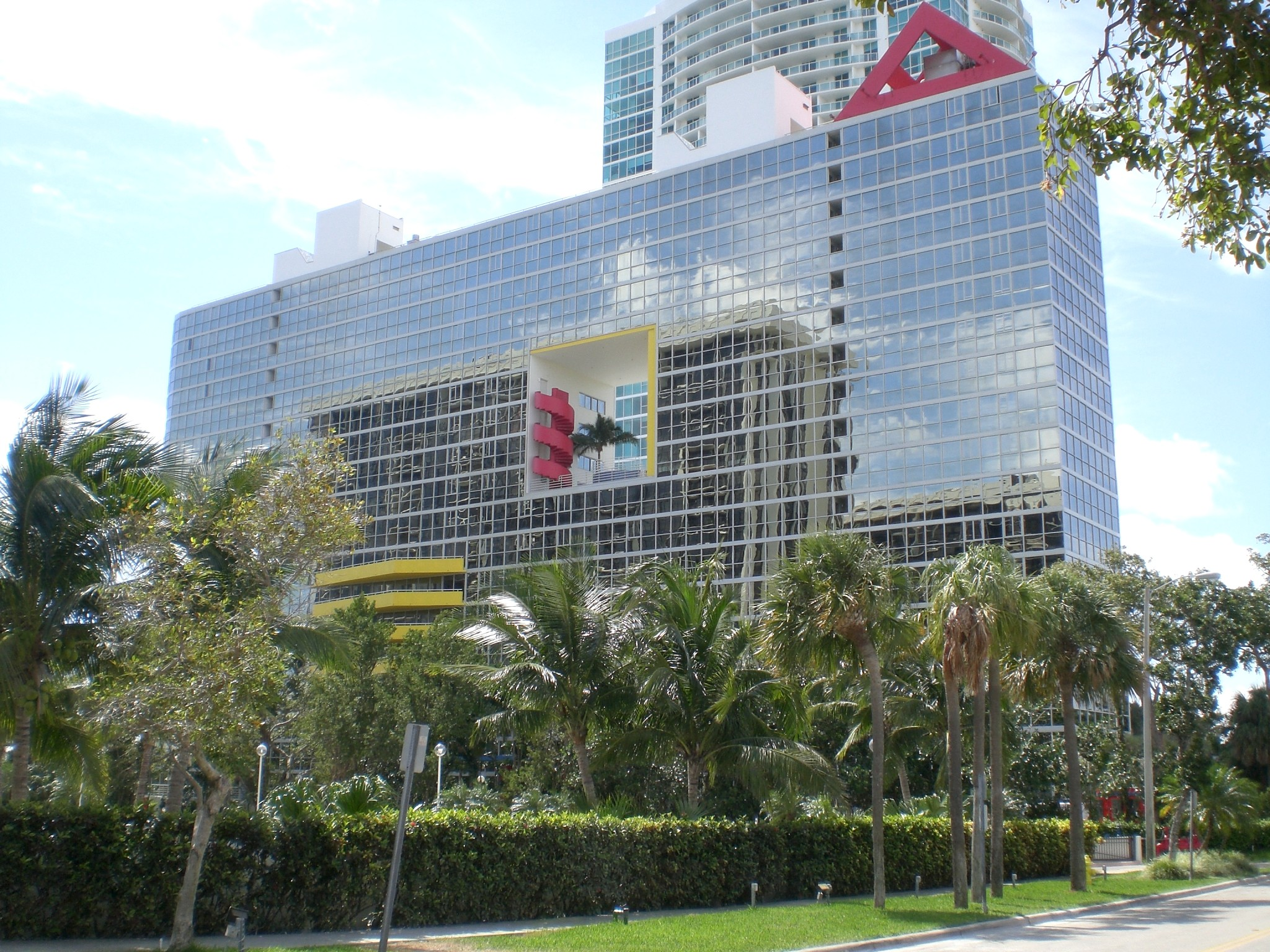
Atlantis Condominium, Ansicht von der Brickell Avenue, Miami, 2007

1977 gründete Spear zusammen mit den Architekten Bernardo Fort-Brescia, Andrés Duany, Elizabeth Plater-Zyberk und Hervin Romney das Architekturbüro Arquitectonica. In den ersten Jahren schuf die in Miami ansässige Firma eine Reihe farbenfroher, geometrisch inspirierter Strukturen – darunter das Pink House zusammen mit Rem Koolhaas und das Wohnhochhaus Atlantis Condominium, das im Vorspann von Miami Vice gezeigt wurde.
Spear führte auch einen neuen Interieurstil in vielen der Arquitectonica-Gebäude ein und entwickelte eine eigene Design-Produktlinie.
Nach sechzehn Jahren praktischer Arbeit als Architektin verlagerte sich Spears Interesse auf die Natur und die Interaktion zwischen einem Gebäude und seinem Standort und Kontext.

“[…] the architects, there is no way to educate them out of the position of seeing that the building is first and the landscaping is next.”

Sie musste allerdings feststellen, dass sie für eine Lizenz in der Landschaftsarchitektur die entsprechenden Abschlüsse brauchte. Sie machte ihren Master in Landschaftsarchitektur, erwarb die Lizenz und gründete 2005 ArqGEO.
ArqGEO ist ein Gemeinschaftsatelier, dessen Projekte in Verbindung mit den vorherigen Arbeiten Spears steht. Die Absicht, die Grenze zwischen Gebäude- und Landschaftsarchitektur zu verwischen, wird bei jedem Projekt, das ArqGEO in Angriff nimmt, begrüßt und gefördert.
Zu den Arbeiten von gehören zum Beispiel der preisgekrönte Entwurf für das Landschaftsdesign um das Gebäude der Architekten Herzog & de Meuron für das Pérez Art Museum Miami (PAMM) oder die Lakeside Village der University of Miami.
2020 veröffentlichte Spear ein Buch mit dem Titel Geo Bio Miami, das von Irma Boom entworfen wurde und viele der Themen ausführt, die Spear interessieren: grüne Infrastruktur, Klimawandel, Sturmwassermanagement und vor allem den quantifizierbaren und nicht quantifizierbaren Wert, den die Landschaftsarchitektur für ein Projekt darstellt.